# Teufelstabak
Der Teufelstabak (Lobelia tupa) ist eine Pflanzenart aus der Gattung der Lobelien (Lobelia) innerhalb der Familie der Glockenblumengewächse (Campanulaceae). Sie stammt aus Chile und wird als Zierpflanze in Parks und Gärten verwendet. Der Trivialname Teufelstabak nimmt Bezug auf die Nutzung als psychoaktive Droge beim Volk der Mapuche, die Pflanzenteile auch im Rahmen religiöser Zeremonien traditionell rauchen, was christlichen Missionaren als Werk des Teufels erschien.

## Beschreibung

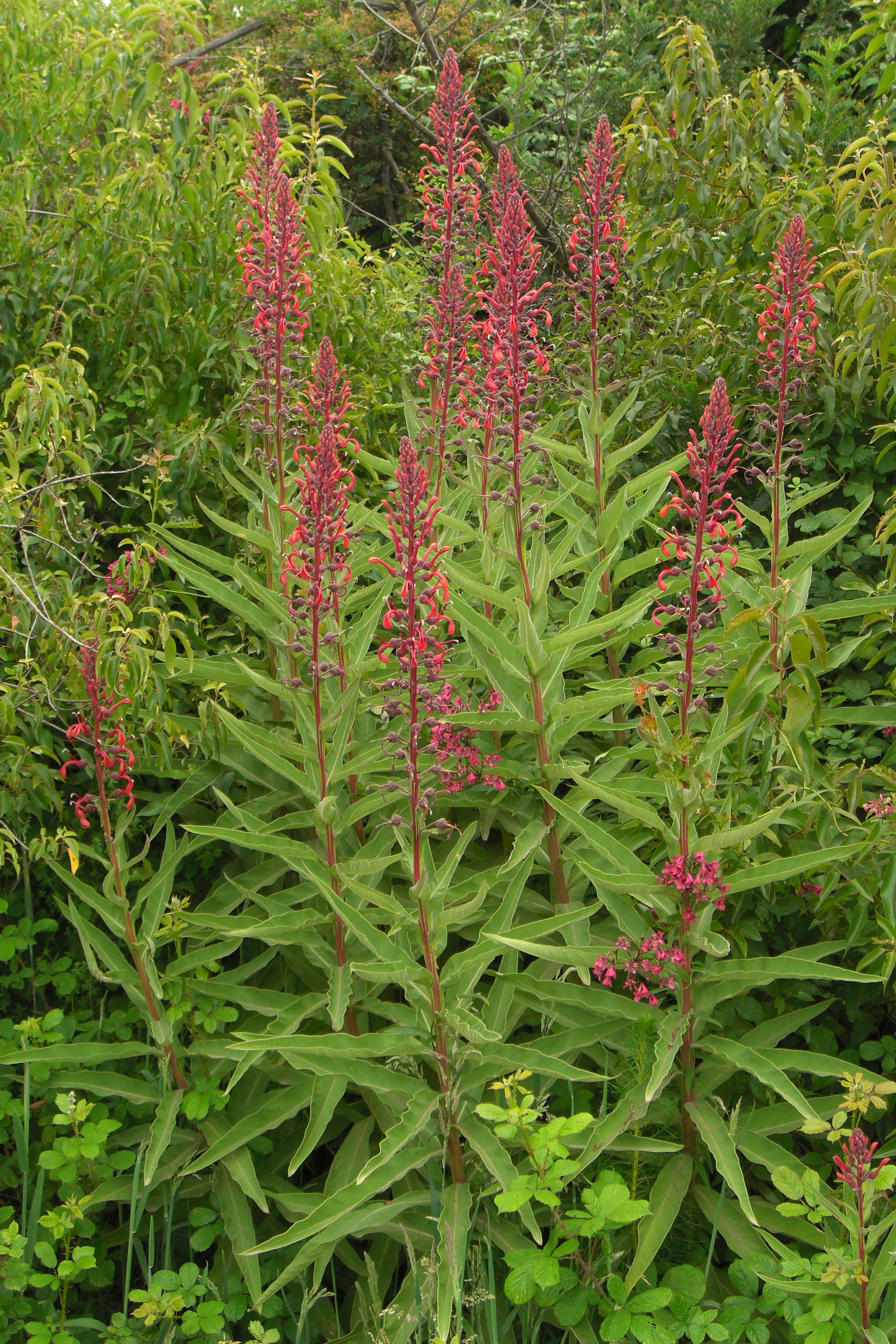
Habitus, Laubblätter und einfache traubige Blütenstände

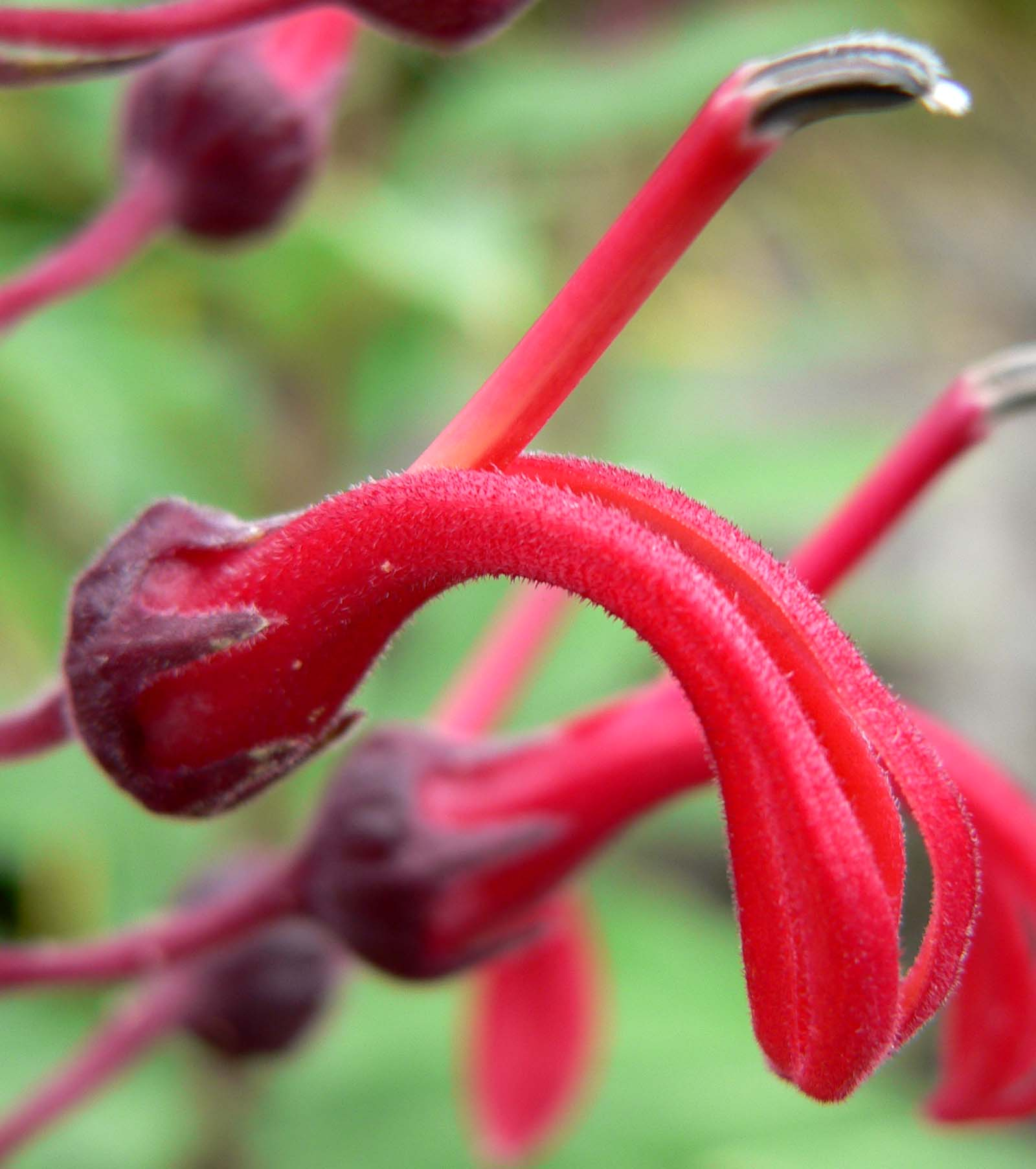
Zygomorphe Blüte

### Vegetative Merkmale
Teufelstabak ist eine robuste, ausdauernde krautige Staude oder ein Halbstrauch und erreicht Wuchshöhen von 0,5 bis 3 Metern. Ein Pflanzenexemplar ist mehrstängelig vom Grund an verzweigt, die Stängel verzweigen sich aber im oberen Bereich nicht mehr. Die hohlen Stängel sind dicht wollig behaart und führen weißen Milchsaft, der bei Verletzungen austritt.
Der Blattgrund der sitzenden Laubblätter setzt sich als kurzer, schmaler Flügel ein wenig am Stängel herab fort, selten ist er keilförmig und ungeflügelt. Die einfache Blattspreite ist bei einer Länge von 4,5 bis 25,5 Zentimetern sowie einer Breite von 1,2 bis 7,8 Zentimetern länglich-eiförmig bis schmal elliptisch, selten lanzettlich und am Ende zugespitzt, gelegentlich stachelspitzig. Der Blattrand ist fein bis sehr fein gesägt. Sowohl die Ober- wie auch die Unterseite sind dicht kurz behaart.

### Generative Merkmale
Der endständige, traubige Blütenstand enthält 10 bis 65 Blüten. Die Tragblätter sind bei einer Länge von etwa 45 Millimetern eiförmig bis lanzettlich. Es sind keine Deckblätter vorhanden. Die Blütenstiele sind 8 bis 30 Millimeter lang. 
Die relativ großen Blüten sind zygomorph und fünfzählig mit doppelter Blütenhülle. Es ist ein halbkugeligen Blütenbecher vorhanden. Die 2 bis 8 Millimeter langen Kelchzipfel sind schmal dreieckig und in der Regel stachelspitzig. Die 31 bis 49 Millimeter lange Blütenkrone ist leuchtend rot, sehr selten auch gelb. Die lange, gebogene, kurz behaarte Kronröhre weist einen Durchmesser von nur 2 bis 4 Millimetern auf und endet in einem freien Kronlappen, der etwas kürzer als die Kronröhre ist. Die aus den fünf verwachsenen Staubblättern gebildete, lange Staubbeutelröhre ist genau wie die Blütenkrone rot gefärbt.
Die Blütezeit im natürlichen Habitat reicht vom späten Oktober bis Anfang April.

## Unterscheidung zu verwandten Arten
Lobelia tupa ist von den verwandten, ebenfalls in Chile vorkommenden Arten Lobelia polyphylla und Lobelia excelsa an der krautigen Wuchsform unterscheidbar (diese sind Sträucher). Von Lobelia bridgesii unterscheiden die rote Blütenfarbe (bei dieser rosa) und die behaarten, am Ende nur zugespitzten, aber nicht grannenartig verlängerten Laubblätter.

## Ökologie
Der Teufelstabak wird von Kolibris bestäubt. Einige Bienenarten vermögen, durch Aufbeißen der Kronröhre den Nektar ohne Befruchtung zu rauben.

## Vorkommen
Der Teufelstabak ist ein Endemit Chiles. Er wächst im Südteil Zentralchiles im Gebiet der sommergrünen Wälder und immergrünen gemäßigten Regenwälder, in der Regel in Auflichtungen und am Waldrand, so an Weg- und Bachrändern. Er wächst in Höhenlagen von Meereshöhe bis etwa 400 Metern, ausnahmsweise auch bis 940 Metern.

## Systematik und Forschungsgeschichte
Die Art Lobelia tupa gehört zur Sektion Tupa (Syn.: Eutupa) in der Untergattung Tupa innerhalb der Gattung Lobelia.
Diese Art wurde zuerst durch den französischen Missionar und Forschungsreisenden Louis Feuillée in Europa bekannt, der im Bericht seiner Forschungsreise nach Chile (1707 bis 1712) eine Pflanze erwähnt und beschreibt, die von den Mapuche „tupa“ genannt werde. Carl von Linné übernahm aufgrund der Beschreibung und Illustrationen von Feuillée diese Art 1753 in sein Werk Species Plantarum Band 2 Seite 929 in der Gattung Lobelia. Durch einen Schreib- oder Druckfehler entstand aber die Bezeichnung Lobelia trapa statt Lobelia tupa. Er korrigierte das 1763 in der 2. Auflage von Species Plantarum Band 2 Seite 1318 zu Lobelia tupa. Im 19. Jahrhundert wurden zahlreiche Arten auf Grundlage von Pflanzenexemplaren in europäischen botanischen Gärten neu beschrieben, von denen sich viele als Synonyme erwiesen.

## Nutzung
Da die getrockneten Laubblätter des Teufelstabak von den Mapuche im Rahmen ritueller religiöser Zeremonien geraucht wurden, was den christlichen Missionaren als Götzenverehrung verdächtig war, wurde die Pflanze bei den spanischsprechenden Kolonisatoren als tabaco del diablo bezeichnet; dieser Name wurde übersetzt für die englisch- und deutschsprachige Bezeichnung übernommen. Inhaltsstoffe sind Lobelin und andere Piperidin- und Pyridin-Alkaloide, die Pflanze ist aber pharmakologisch schlecht erforscht, so dass die Grundlage der psychoaktiven Wirkung unbekannt ist. Der ausgepresste Milchsaft des Teufelstabak wird in Chile auch gegen Zahnschmerzen verwendet. Die Pflanzenteile sind giftig, so dass alle Verwendungen als hoch riskant gelten. Feuillée behauptete sogar, dass schon der Duft der Blüten ausreichend gewesen wäre, Brechreiz auszulösen. Der Latexsaft kann, wenn er in die Augen gerät, Blindheit verursachen.
Als Zierpflanze ist Teufelstabak frosthart bis etwa −10 °C (USDA Frosthärte-Zone 8). Sie kann auf sonnigen oder halbschattigen Standorten auf allen Böden eingesetzt werden. Blütezeit in Europa ist der Herbst (September bis Oktober).